# مایکل دویل (بازیکن فوتبال، زاده ۱۹۸۱)
مایکل دویل (انگلیسی: Michael Doyle؛ زادهٔ ۸ اوت ۱۹۸۱) بازیکن فوتبال اهل جمهوری ایرلند است.
از باشگاه‌هایی که در آن بازی کرده‌است می‌توان به باشگاه فوتبال شفیلد یونایتد، باشگاه فوتبال لیدز یونایتد، باشگاه فوتبال سلتیک، باشگاه فوتبال کاونتری سیتی، باشگاه ورزشی آرهوس، باشگاه فوتبال پورتسموث اشاره کرد.
وی همچنین در تیم ملی فوتبال جمهوری ایرلند بازی کرده‌است.